# Каркаралинский округ
Каркаралинский округ — административно-территориальная единица Казакской АССР, существовавшая в 1928—1930 и 1934—1936 годах.

## Округ в 1928—1930
Каркаралинский округ был образован 17 января 1928 года из части Семипалатинской губернии. Центром округа был назначен город Каркаралинск. Округ был разделён на 7 районов:
- Абралинский район. Центр — пик Уй-Тас
- Аксаринский район. Центр — урочище Бес-Оба
- Балхашский район. Центр — урочище Карабулак
- Берккаринский район. Центр — культпункт на урочище Мылы-Булак
- Кувский район. Центр — село Хлебородное
- Четский район. Центр — урочище Кайракты
- Чубартауский район. Центр — урочище Котан-Эмель

Летом 1929 Балхашский район переименован в Токрауский район. 14 декабря упразднён Аксаринский район.
17 декабря 1930 года округ, как и все остальные округа Казакской АССР, был упразднён, а его районы переданы в прямое подчинение республиканским властям.

## Округ в 1934—1936
4 июля 1934 года из окраинных районов Алма-Атинской, Восточно-Казахстанской и Карагандинской области был образован Каркаралинский округ с центром в городе Каркаралинске. Он делился на 6 районов:
- Баян-Аульский район. Центр — село Баян-Аул
- Жана-Аркинский район. Центр — село Атасу
- Каркаралинский район. Центр — город Каркаралинск
- Коунрадский район. Центр — село Актогай
- Кувский район. Центр — село Егинды-Булак
- Четский район. Центр — село Аксу-Аюлы

29 июля 1936 Каркаралинский округ был упразднён, а его районы преобразованы в сельсоветы и включены в состав вновь образованной Северо-Казахстанской области.

## Главы
Руководители окружного партийного комитета
- Султангалиев 1928-1929
- Нурсеитов Нургали 1933-1936[1][2][3]